# Maya Ruiz-Picasso
Pour les articles homonymes, voir Picasso (homonymie).
Maya Ruiz-Picasso, née María de la Concepción Picasso le 5 septembre 1935 à Boulogne-Billancourt (Seine) et morte le 20 décembre 2022 à Neuilly-sur-Seine (Hauts-de-Seine), est la fille de Pablo Picasso et de Marie-Thérèse Walter, célèbre pour avoir été représentée par son père dans de nombreux tableaux peints entre 1935 et 1944.

## Biographie

### Famille
Mariée à Pierre Widmaier, ancien officier de marine, Maya Ruiz-Picasso et lui ont eu trois enfants : Olivier, Richard et Diana. Leur fils aîné, Olivier Widmaier-Picasso, juriste de formation, producteur et conseil en audiovisuel, a écrit en 2002 une biographie de la famille Picasso, puis Picasso, portrait intime.
Leur fille, Diana Widmaier Picasso, historienne de l'art, prépare un catalogue raisonné de l'œuvre sculpté de Picasso.

### Dans l'œuvre de Picasso
Maya Ruiz-Picasso a notamment été représentée dans la célèbre série des Maya à la poupée, dont un des tableaux avait été volé le 27 février 2007, puis retrouvé quelques mois plus tard.

### Mort

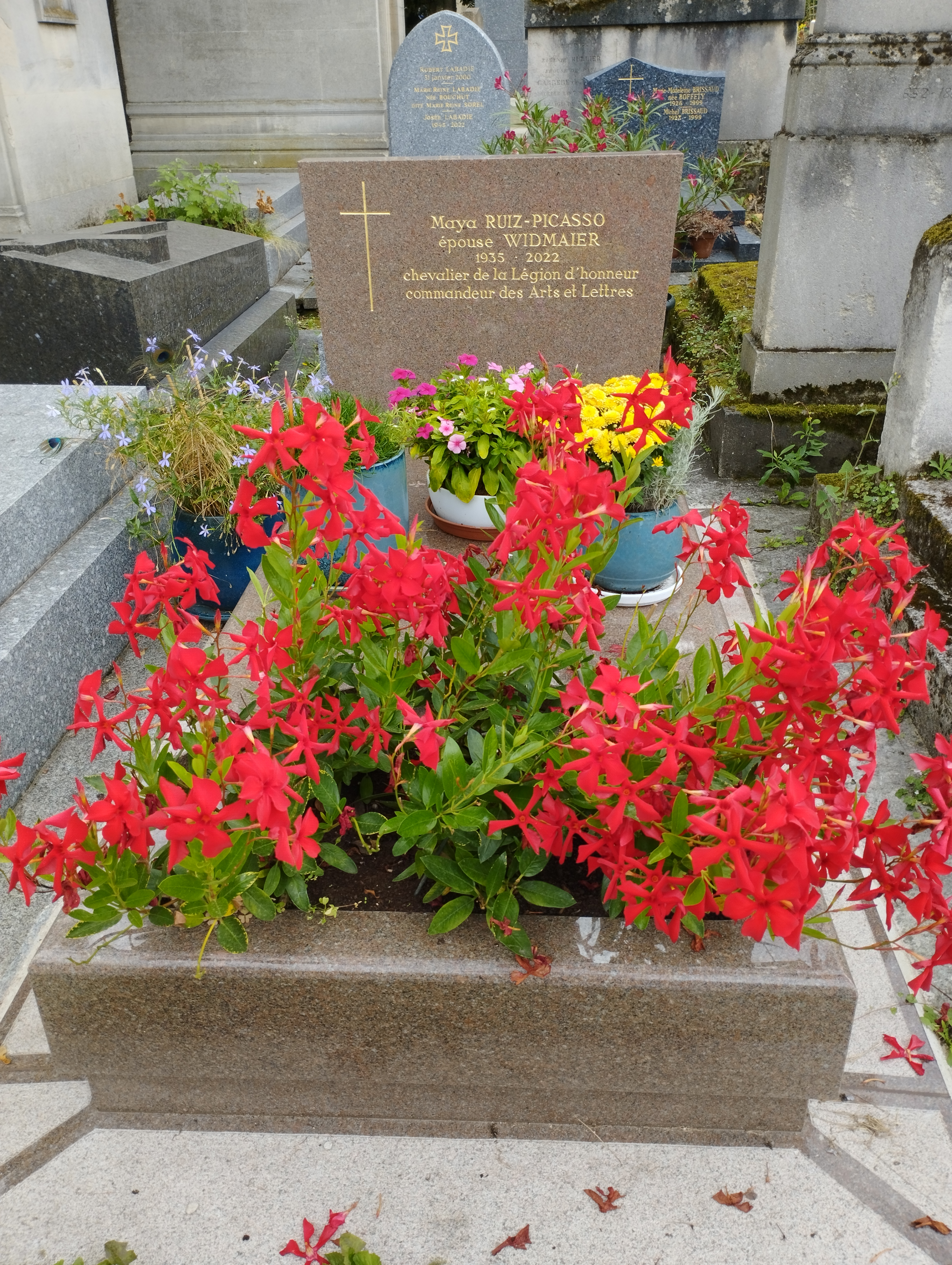
Tombe de Maya Widmaier-Picasso au cimetière du Montparnasse (division 2).

Elle meurt le 20 décembre 2022 à l'âge de 87 ans,,, à Neuilly-sur-Seine. Elle est inhumée au cimetière du Montparnasse (division 2).

### Distinction
- Chevalière de la Légion d'honneur (2007)
- Commandeure de l'ordre des Arts et des Lettres (2016)[8]